# Gorny (Transbaikalien)
Gorny (russisch Горный) ist eine Siedlung städtischen Typs in der Region Transbaikalien (Russland) mit 12.341 Einwohnern (Stand 14. Oktober 2010).

## Geographie
Die Siedlung liegt in Transbaikalien an der Westflanke des Tscherskigebirges rechts des Amur-Quellflusses Ingoda, gut 100 Kilometer südwestlich der Regionshauptstadt Tschita.
Gorny ist der Region administrativ unterstellt und besitzt den Status einer „Geschlossenen Stadt“ (SATO). Das Ortsgebiet ist umgeben vom Territorium des Rajons Uljoty, dessen (nicht geschlossene) Siedlung städtischen Typs Drowjanaja unmittelbar nordöstlich von Gorny liegt.

## Geschichte
Der Ort entstand Anfang der 1960er Jahre als geheime Militärsiedlung im Zusammenhang mit der geplanten Stationierung von Einheiten der Strategischen Raketentruppen (RWSN) der Sowjetischen Armee. 1965 wurde schließlich die 1961 gegründete 4. „Harbiner“ Raketendivision des Transbaikalischen Militärbezirkes dorthin verlegt und der Ort erhielt unter dem Codenamen Tschita-46 den Status einer Siedlung städtischen Typs.
Zunächst waren im Umland auf einem Gebiet von 400 km² Interkontinentalraketen des Typs R-16, später auch des Typs UR-100 (SS-11) sowie Mittelstreckenraketen des Typs RSD-10 (SS-20) stationiert und wurden mehrfach zu Testzwecken gestartet. Um 1990 wurde hier eine größere Anzahl dieser Raketen gemäß den Vereinbarungen des START-1- bzw. des INF-Vertrages vernichtet.
1994 wurde die Existenz des Ortes mit seiner Aufnahme in das Verzeichnis der SATO offiziell bestätigt; zugleich erhielt er seinen heutigen Namen (russisches Adjektiv zu gora, Berg). Im gleichen Jahr begann die Stationierung moderner Interkontinentalraketen des Typs Topol-M (SS-27).
2002 wurde die Raketendivision in der bisherigen Form aufgelöst; Gorny bleibt jedoch weiterhin Standort der Russischen Streitkräfte.

### Bevölkerungsentwicklung
| Jahr | Einwohner |
| ---- | --------- |
| 1995 | 9.600     |
| 2002 | 9.761     |
| 2010 | 12.341    |

Anmerkung: ab 2002 Volkszählungsdaten

## Wirtschaft und Infrastruktur
Die Wirtschaft der Siedlung ist von ihrer Funktion als Militärstandort bestimmt.
Gorny ist Endpunkt einer 43 Kilometer langen Eisenbahnstrecke (nur Güterverkehr), die von der Station Lesnaja (Streckenkilometer 6139 ab Moskau) der Transsibirischen Eisenbahn abzweigt. Straßenverbindung besteht in das etwa zehn Kilometer entfernte Tataurowo an der Fernstraße M55 Irkutsk–Ulan-Ude–Tschita.